# Огуренков, Виктор Иванович
Ви́ктор Ива́нович Огуре́нков (15 апреля 1912, Санкт-Петербург — 1 июля 1979, Москва) — советский боксёр и тренер, возглавлявший сборную СССР с 1961 года по 1968-й. За этот период команда добилась высоких результатов на двух летних Олимпийских играх и четырёх чемпионатах Европы. Заслуженный тренер СССР, награждён орденом «Знак почёта». Судья всесоюзной категории по боксу, Отличник физической культуры (1948). Заслуженный работник культуры РСФСР (1971).

## Биография
Родился 15 апреля 1912 года в Санкт-Петербурге в рабочей семье, его отец работал на Путиловском заводе.
Активно заниматься боксом начал уже в раннем возрасте, представлял московское спортивное общество «Буревестник», однако каких-либо существенных достижений на ринге не добился, поэтому вскоре перешёл на тренерскую работу. В 1950-е годы возглавлял сборную Московского государственного университета, проявил себя здесь с лучшей стороны и в 1956 году удостоился звания «Заслуженный тренер». Одновременно с этим изучал теорию бокса, стал кандидатом педагогических наук (тема диссертации — «Методика обучения технико-тактическим действиям боксеров-левшей с учетом факторов двигательной асимметрии», 1972), написав несколько учебных пособий, в том числе методическую книгу «Левша в боксе» (1959) и книгу о своём воспитаннике Альгирдасе Шоцикасе (1961).
В 1961 году Огуренков занял должность старшего тренера сборной СССР по боксу, сменив на этом посту Сергея Щербакова. Подготовил команду к двум Олимпиадам и четырём чемпионатам Европы, причём на всех этих международных турнирах советские спортсмены были лучшими — всего за восемь лет завоёвано 15 олимпийских медалей (из них 6 золотых) и 22 высших европейских титула. Несмотря на беспрецедентно высокие результаты, в 1968 году по распоряжению начальства покинул сборную.
Отличительной чертой в работе тренера Огуренкова был постоянный поиск новых путей, средств и методов подготовки боксёров, нередко заимствованных из других видов спорта, но творчески преломленных с учётом специфики бокса. Он обладал всесторонним аналитическим подходом при поиске и разработке новых, нетрадиционных путей и методов подготовки боксеров. Боксёры любили его за то, что он твёрдо и умело проводил тренировки, очень внимательно подходил к нуждам каждого боксёра и, как мог, помогал им в решении многих вопросов.
Умер 1 июля 1979 года в Москве, похоронен на тридцатом участке Преображенского кладбища.
Младший брат Евгений был не менее успешным боксёром и тренером, а дочь Алла Капранова стала известной специалисткой в области фигурного катания.

## Награды
- Орден «Знак Почёта» (27.04.1957) — «за успехи, достигнутые в деле развития массового физкультурного движения в стране, повышения мастерства советских спортсменов, и успешное выступление на международных соревнованиях»
- Заслуженный работник культуры РСФСР (27.12.1971)[4]